# 祖羅斯一世

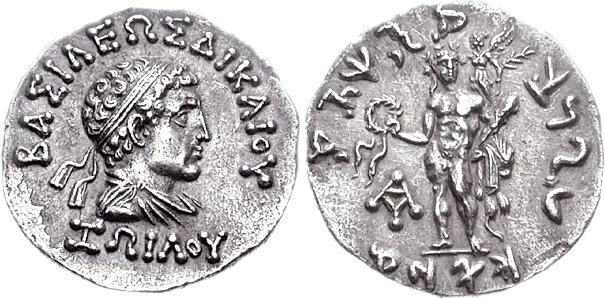
祖羅斯一世的錢幣

祖羅斯一世（公正者），他是印度-希臘王國國王之一，統治時間有些歧異，學者Bopearachchi認定他統治時間大約在前130年-前120年間，是在米南德一世逝世以後。但後來兩枚祖羅斯一世的錢幣出土，顯示米南德一世曾把他的錢幣拿來造幣（overstruck），因此祖羅斯一世應與米南德一世同期，且兩人是敵對關係。學者R.C. Senior修正他的統治時間約在前150年-前135年間。 
祖羅斯一世可能從米南德一世手中奪取帕洛帕米薩達、阿拉霍西亞等一帶，統治範圍在北印度。他可能屬於歐西德莫斯王朝。

## 祖羅斯一世的錢幣
祖羅斯一世的銀幣樣式與德米特里一世之子歐西德莫斯二世相似，兩者反面同樣都是海克力斯直立像，右手持月桂花環或是頭冠，左手拿的橄欖木棒，左手臂上披著涅墨亞獅子皮。然而，另一款祖羅斯一世的錢幣作工沒那麼精細，在這一款中海克力斯頭上有一個小的尼刻女神。祖羅斯一世也打造稀有的鍍金銀幣，上頭同樣有他的肖像和海克力斯。
祖羅斯一世也發行印度式的雙語錢幣，正面是希臘文，並刻上自己的稱號「公正者」，反面以巴利語對應，稱號是用"Dhramikasa"，意味「法的擁護者」，可能與佛教的法（巴利語：dhamma）有關，這個巴利文稱號是首次出現在印度-希臘王國的錢幣上。另外，也發現少量單語式、阿提卡標準的四德拉克馬錢幣。
他的青銅錢幣是印度式，四方形，特別是上頭有海克力斯的木棒和塞種式弓袋出現，這種弓袋適合較短的反曲弓使用，這代表祖羅斯一世很可能與遊牧的塞種人有交流，或是有結盟關係，很可能這些塞種人是大月氏或是日後進入印度的印度-塞人。

## 來源
1. ↑  Senior R.C., MacDonald, D.: The Decline of the Indo-Greeks, Monographs of the Hellenic Numismatic Society, Athens (1998)

- "The Greeks in Bactria and India" W.W. Tarn, Cambridge University Press
- Main coins of Zoilus I （页面存档备份，存于）

| 可能的前任： 米南德一世 | 印度-希臘國王 （帕洛帕米薩達、阿拉霍西亞） （約前150年-約前135年） | 可能的繼任： 呂西阿斯 特奧菲盧斯 |